# 市民之家站 (武汉地铁)
市民之家站位于中华人民共和国湖北省武汉市江岸区武汉市民之家地下，是武汉地铁3号线的地铁车站。規劃時曾稱“市民中心站”，后随上盖建筑改为现名。

## 车站结构

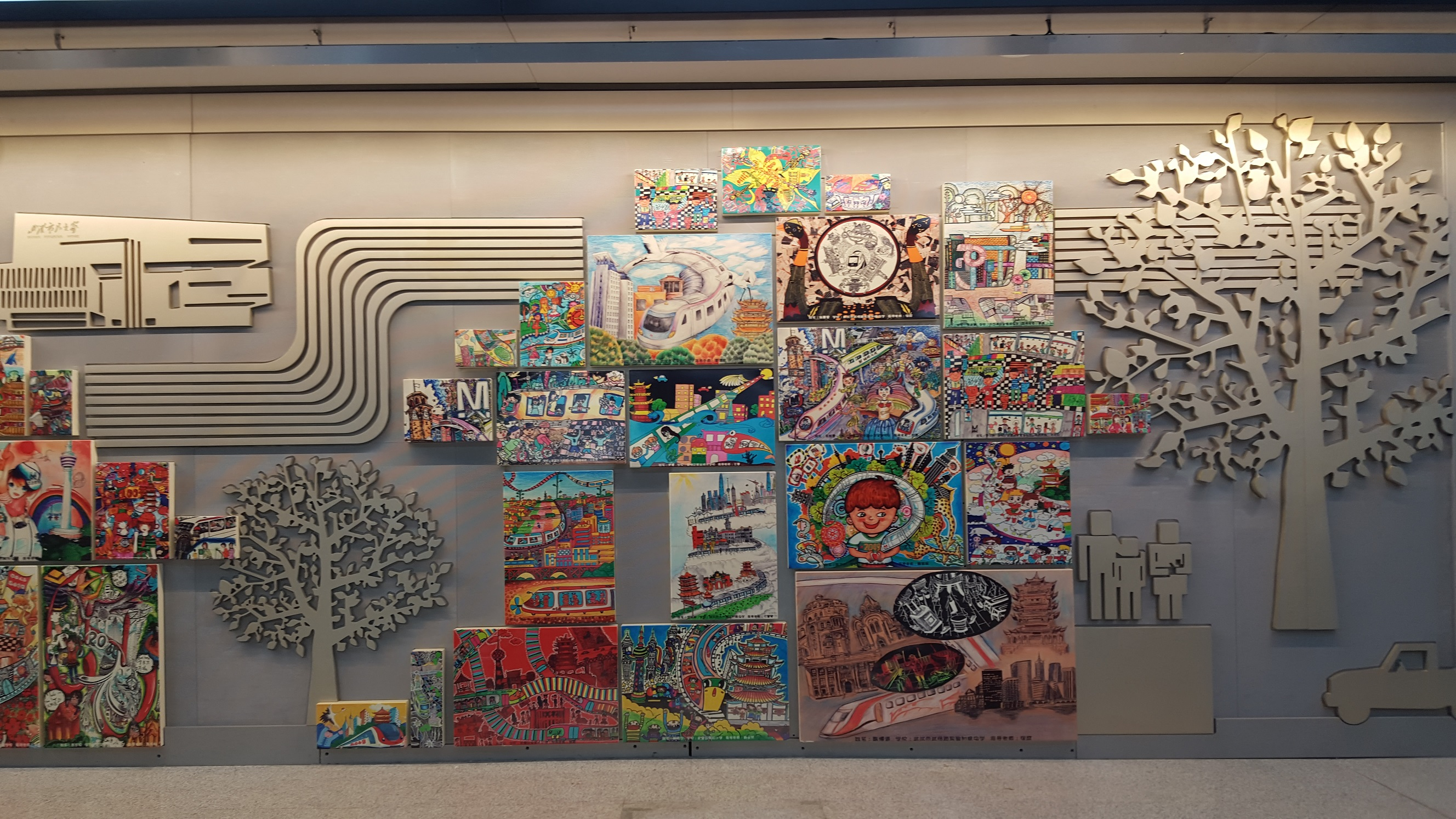
特色牆

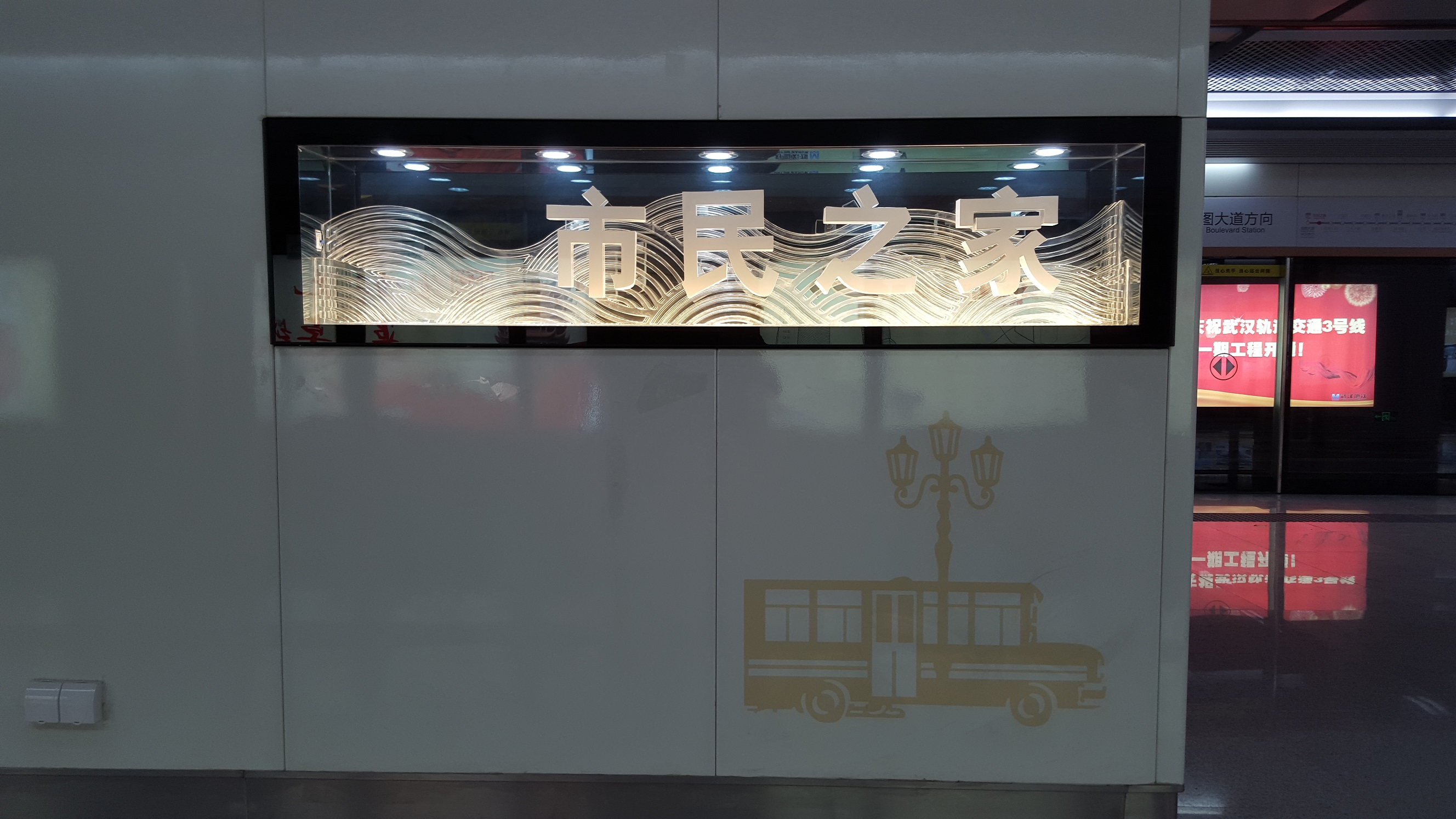
立體站名

位于武汉市民之家以北，武汉三环线以南，岛式车站、地下二层。总建筑面积26414平方米，出入口5个、风亭5组。

### 楼层分布
| 地面     | 地面               | 出入口                                                  |  |  |
| 地下一层 | 站厅               | 售票机、客服中心、武漢通充值、洗手間 可通往市民之家B1層 |  |  |
| 地下二层 |                    | █ 3号线 往沌阳大道（后湖大道）                          |  |  |
|          | 岛式站台，左侧开门 |                                                         |  |  |
|          |                    | █ 3号线 往宏图大道（宏图大道）                          |  |  |

### 車站出口
|                                                 |      |      |                                         |
| 出口編號                                        | 設施 | 照片 | 建議前往的目的地                        |
| A                                               |      |      | 兆瑞大道 健身路、市民之家               |
| B                                               |      |      | 兆瑞大道 金橋大道、市民之家             |
| D                                               |      |      | 金橋大道 華泰路、市民之家               |
| E                                               |      |      | 金橋大道 兆瑞大道、晉合·金橋世家        |
| F                                               |      |      | 金橋大道 晉合·金橋世家                  |
| G                                               |      |      | 兆瑞大道 建設大道、武漢竹葉山中環商貿城 |
| 注： 設有升降機 \| 設有輪椅升降台 \| 設有洗手間 |      |      |                                         |

## 邻近地区
- 武漢市民之家

### 内部链接
- 武汉地铁车站列表